# Mannen med den gyllene pistolen (roman)
Mannen med den gyllene pistolen, (eng. titel The Man With The Golden Gun) den sista av romanerna om agenten James Bond, skrivna av Ian Fleming (dock inte den sista boken då novellsamlingen Octopussy blev den sista). Boken kom ut på engelska första gången 1965, och filmades som Mannen med den gyllene pistolen med Roger Moore 1974.

## Handling
Ungefär ett år efter James Bonds försvinnande och förmodade död efter uppdraget i Japan (som skildrades i den föregående boken, Man lever bara två gånger), dyker en man som kallar sig Bond upp och vill träffa M. Tester visar att det är Bond, men så fort han får syn på M försöker han att döda honom. 
Efter det misslyckade mordförsöket, som berodde på att Bond blivit hjärntvättad av ryssarna, blir han "avprogrammerad". När han blir friskförklarad är han ytterst ivrig att bevisa att han är värd att bli hemlig agent igen. M ger honom i uppdrag att närma sig Paco "Pistols" Scaramanga som kallas "Mannen med den gyllene pistolen" efter sin .45-kalibriga revolver, få hans förtroende och döda honom. 
På Jamaica lyckas Bond bli anställd som sekreterare hos Scaramanga, och upptäcker att han har en plan att förstöra västs intressen i sockerindustrin, men Scaramanga misstänker Bond och tänker göra sig av med honom under en tågresa.

## Karaktärer (i urval)
- James Bond
- Paco Scaramanga
- M
- Sir James Molony
- Mary Goodnight
- Kissy Suzuki
- Ruby Rotkopf
- Louise Paradise
- Hal Garfinkel
- Leroy Gengarella
- Hendriks
- "Tiffy"
- Felix Leiter

## Övrigt
- Mannen med den gyllene pistolen anses allmänt vara den sämsta Bond-boken, eftersom Fleming var så sjuk när han skrev den. Han dog i en hjärtattack innan den var helt färdig, och det spekuleras kring vem som verkligen skrev klart romanen.
- I böckernas Bond var Mary Goodnight länge Bonds sekreterare, innan hon flyttade i och med Bonds "död".

## Serieversion
Mellan januari och september 1966 gavs Mannen med den gyllene pistolen ut som tecknad serie i tidningen Daily Express. Efter att de tidigare romanerna och novellerna hade adapterades av Henry Gammidge och ritats av John McLuskey togs nu de jobben över av Jim Lawrence respektive Yaroslav Horak. Serien har senare återpublicerats i såväl album som den svenska tidningen James Bond Agent 007.